# 129138 Williamfrost
129138 Williamfrost este o planetă minoră (asteroid) din centura de asteroizi. A fost descoperită pe 13 ianuarie 2005 la Catalina Station⁠(d) de Catalina Sky Survey. 
Obiectul prezintă o orbită caracterizată de o semiaxă mare de 2,5615777274668 UAi, o excentricitate de 0,18, o înclinație de 3,8 ° în raport cu ecliptica.